# なるみん
なるみん（1991年11月13日 - ）は、元女性パチンコライター。

## 人物・経歴
山形県東根市出身。キャッチコピーは「訛りがぐっとくる純情娘!」。
大学生の時に元々好きだったエヴァンゲリオンのパチスロ（『新世紀エヴァンゲリオン -魂の軌跡-』）の存在を知り初めて打つ。直ぐにパチンコ（初めての機種は『CR浜崎あゆみ物語 -序章-』）も打ち始め、程なくのめり込むようになる。卒業後はパチンコ関連の会社に就職すること希望していたがうまくいかず、最終的には地元のパチンコ店から内定を受けたが、単位取得が疎かになり卒業できず内定を取り消される。
内定取り消しで意気消沈している時に『パチンコ必勝本』（辰巳出版）が女性ライターを募集していることを知り応募。面接を受け即合格し、半年の留年を経て大学を卒業し上京。2014年より同誌のライターとして活動を始める。
パチンコライターとしての活動の他、スカパー!の専門チャンネルやネット動画などに多数出演している。
2019年4月26日、公式ブログで年内でライターを辞めることを発表、先輩女性ライターのヒラヤマン、ちょびなど結婚、育児をしながら仕事を続けるライターもいる中、自身は結婚、出産願望はあるが仕事との両立ができないとのことで。後に活動は9月いっぱいまでと報告、9月30日でライター活動を終えた。

## 主な出演番組
- ヒラヤマンのおもてなし（パチンコ★パチスロTV!）
- 水瀬&りっきぃ☆のロックオン #136 - #184（パチンコ★パチスロTV!） - #155 - #184は『水瀬&りっきぃ☆のロックオン with なるみん』
- 青山りょうの優しく拭いて #24（パチンコ★パチスロTV!）
- 南まりかの唐突ドロップキック #95,#96（パチンコ★パチスロTV!）
- ガールズパチンコリーグ（MONDO TV）
  - ガールズパチンコリーグ・ブラック - 「MONDO TVをご覧のみなさん、初めましてSP」に出演
  - ガールズパチンコリーグ・クリスタル
  - ガールズパチンコリーグ・プラチナ
- 激!今夜もドル箱（テレビ東京） - 不定期出演
- なるみん・つる子のTry To You（パチンコ★パチスロTV!）
- 木村魚拓の窓際の向こうに #252（パチンコ★パチスロTV!）
- Merry ボートレース GRAND PRIX（2019年12月22日、AbemaTV）[3]